# Igreja Católica na Abcásia
A Igreja Católica na Abcásia (também grafada Abecásia, Abecázia, Abcázia, ou ainda Abkházia) é parte da Igreja Católica universal, em comunhão com a liderança espiritual do Papa, em Roma, e da Santa Sé. Vale lembrar que essa é uma região que visa separar-se da Geórgia, e não constitui um país independente, não sendo reconnhecido pela maioria da Comunidade Internacional.
O catolicismo é a terceira maior denominação cristã no território da República da Abecásia, sendo que a maioria dos cristãos abcásios é ortodoxa. Devido ao reconhecimento parcial da Abecásia, a administração católica vem de dioceses da Rússia. A Igreja Católica na Abcásia consiste principalmente de mais armênios, poloneses e expatriados que vivem na região. A Santa Sé não tem relações diplomáticas com a Abcásia, mas desfrutou de duas visitas de alto nível do núncio apostólico.

## História
Nos séculos XIII e XIV comerciantes genoveses estabeleceram suas empresas comerciais na Abcásia. Com os mercadores, vieram missionários de várias ordens religiosas católicas. A presença da Igreja Católica na Abcásia está intimamente ligada à história do catolicismo na Geórgia. Em 1240  o Papa Gregório IX enviou à rainha georgiana os missionários rusudanos da ordem monástica dos franciscanos. Em 1328 Papa João XXII estabeleceu em Tbilisi uma diocese católica em cujo território também incluía Abcásia. Em 1507, a Diocese de Tbilisi, da Igreja Católica, foi abolida. Em 8 de novembro de 1632, os católicos que viviam na Abcásia foram anexados à jurisdição do bispo de Isfahan. No século XVI, os católicos armênios, que estavam sob os cuidados da Igreja Católica Armênia, começaram a se estabelecer no território da Abcásia. Em 1626, os missionários chegaram à Geórgia da ordem monástica dos teatinos, que lá permaneceram até 1700.
Após a anexação do leste da Geórgia em 1783 pelo Império Russo, o governo russo expulsou os carmelitas, que estavam na Geórgia desde 1661. Em 1850 os católicos abecásios estavam sob a jurisdição da Diocese de Tiraspol. Na segunda metade do século XIX, após distúrbios ocorridos na Polônia, os exilados imigraram e fundaram numerosas comunidades católicas. Em 1908 eles construíram uma pequena igreja católica em homenagem a São Simão, o cananeu, que permanece intacta até os dias atuais.
Após o estabelecimento na Geórgia, em 1921, os católicos abecásios soviéticos foram perseguidos. Muitos crentes foram perseguidos. A igreja de Sukhumi foi fechada até 1993. Depois da guerra da Abcásia em 1993, a comunidade católica de Sukhumi foi transferida para os cuidados da Diocese de São Clemente em Saratov. O reitor da paróquia católica na cidade de Sucumi foi nomeado reitor de Sóchi, da chegada dos apóstolos Simão e Tadeu, ministro Bogdan Severin, que fez visitas periódicas a Sukhumi, sermões e prestação de assistência caritativa aos católicos locais. Serviços católicos foram realizados naquele tempo no clube Sukhumi Botanical Garden. Em 1996 a igreja foi transferida para a comunidade católica sobrevivente. Desde aquela época, começou-se a fazer as celebrações regularmente.

## Atualmente
Atualmente a comunidade católica da Abcásia tem 150 pessoas (80 dessas pessoas vivem em Sukhumi). A maioria delas são armênios e poloneses. Existem pequenos grupos de católicos em Gagra e Bichvinta. Em Sucumi está o padre católico residente Jerzy Pillas e a Caritas Católica. Após o reconhecimento parcial do status canônico da Abcásia, a comunidade católica em Sucumi não está definida. Atualmente, a paróquia católica em Sucumi estava sob a jurisdição da Administração Apostólica do Cáucaso.
A Abcásia teve duas vezes uma visita oficial do núncio papal, Claudio Gugerotti, em outubro de 2005 e 4 de janeiro de 2006, quando se reuniu com lideranças abecásias. Na decisão de 2011 do governo da Abcásia, a comunidade católica em nome de São Simão Zelote, em Sucumi foi contemplada com o uso gratuito do edifício da igreja, parte de uma série de patrimônios históricos e culturais da Abcásia. Não há relações diplomáticas entre a Santa Sé e a Abcásia.